# 에이프릴 스튜어트
에이프릴 스튜어트(April Stewart, 1969년 4월 1일 ~ )는 미국의 성우이다.

## 영화
- 미션 임파서블: 고스트 프로토콜
- 주먹왕 랄프
- 스폰지밥 3D

## TV
- 사우스 파크
- 아메리칸 대드!
- 대니 팬텀
- 엘티그레 (애니메이션)
- 울버린과 엑스맨
- 레귤러 쇼
- 마다가스카의 펭귄
- 피니와 퍼브
- 윙스 클럽
- 코라의 전설
- 어벤져스 어셈블
- 침착해! 스쿠비 두
- 링컨의 집에서 살아남기
- DC 슈퍼히어로 걸스
- 스파이더맨 (2017년 애니메이션)
- 블레이즈와 몬스터 머신

## 비디오 게임
- 스타워즈: 구공화국의 기사단
- 월드 오브 워크래프트
- 에이지 오브 엠파이어 3
- 켈베로스의 만가: 파이널 판타지 VII
- 파이널 판타지 XII
- 매스 이펙트 (비디오 게임)
- 전장의 발큐리아
- 엑스맨 탄생: 울버린 (비디오 게임)
- 드래곤 에이지: 오리진
- 제임스 카메론의 아바타: 더 게임
- 파이널 판타지 XIII
- 갓 오브 워 III
- 폴아웃: 뉴 베가스
- 인퍼머스 2
- 엘더 스크롤 V: 스카이림
- 스타워즈: 구공화국
- 길드워 2
- 파이널 판타지 XIII-2
- 디스아너드
- 바이오쇼크 인피니트
- 마블 히어로즈
- 데드풀 (비디오 게임)
- 친구모아 아파트
- 사우스 파크: 진리의 막대
- 라이트닝 리턴즈 파이널 판타지 XIII
- 데스티니 (비디오 게임)
- 엑스컴 2
- 디스아너드 2
- 마인크래프트: 스토리 모드
- 데스티니 가디언즈